# تیم ملی والیبال زنان یوگسلاوی
تیم ملی والیبال زنان یوگسلاوی تیم ملی والیبال زنان کشور یوگسلاوی است.

## همچنین ببینید
- تیم ملی والیبال زنان کرواسی
- تیم ملی والیبال زنان صربستان
- تیم ملی والیبال زنان اسلونی